# Gran Premi del Brasil del 1993
Resultats del Gran Premi de Brasil de Fórmula 1 de la temporada 1993, disputat al Circuit Carlos Pace de Interlagos, el 28 de març del 1993.

## Resultats
| Pos | No | Pilot                | Equip                    | Voltes | Temps/ Retirada          | Pos. de sortida | Punts |
| --- | -- | -------------------- | ------------------------ | ------ | ------------------------ | --------------- | ----- |
| 1   | 8  | Ayrton Senna         | McLaren - Ford           | 71     | 1h 51' 15. 485           | 3               | 10    |
| 2   | 0  | Damon Hill           | Williams - Renault       | 71     | + 16.625 s               | 2               | 6     |
| 3   | 5  | Michael Schumacher   | Benetton - Ford          | 71     | + 45.436 s               | 4               | 4     |
| 4   | 12 | Johnny Herbert       | Lotus - Ford             | 71     | + 46.557 s               | 12              | 3     |
| 5   | 26 | Mark Blundell        | Ligier - Renault         | 71     | + 52.127 s               | 10              | 2     |
| 6   | 11 | Alessandro Zanardi   | Lotus - Ford             | 70     | + 1 Volta                | 15              | 1     |
| 7   | 19 | Philippe Alliot      | Larrousse - Lamborghini  | 70     | + 1 Volta                | 11              |       |
| 8   | 27 | Jean Alesi           | Ferrari                  | 70     | + 1 Volta                | 9               |       |
| 9   | 9  | Derek Warwick        | Footwork - Mugen - Honda | 69     | + 2 Voltes               | 18              |       |
| 10  | 20 | Érik Comas           | Larrousse - Lamborghini  | 69     | + 2 Voltes               | 27              |       |
| 11  | 21 | Michele Alboreto     | Lola - Ferrari           | 68     | + 3 Voltes               | 25              |       |
| 12  | 22 | Luca Badoer          | Lola - Ferrari           | 68     | + 3 Voltes               | 21              |       |
| Ret | 29 | Karl Wendlinger      | Sauber                   | 61     | Motor                    | 8               |       |
| Ret | 30 | Jyrki Järvilehto     | Sauber                   | 52     | Part elèctrica           | 7               |       |
| Ret | 4  | Andrea de Cesaris    | Tyrrell - Yamaha         | 48     | Prob. amb el combustible | 23              |       |
| Ret | 2  | Alain Prost          | Williams - Renault       | 29     | Accident                 | 1               |       |
| Ret | 23 | Christian Fittipaldi | Minardi - Ford           | 28     | Accident                 | 20              |       |
| Ret | 10 | Aguri Suzuki         | Footwork - Mugen - Honda | 27     | Virolla                  | 19              |       |
| Ret | 3  | Ukyo Katayama        | Tyrrell - Yamaha         | 26     | Virolla                  | 22              |       |
| Ret | 14 | Rubens Barrichello   | Jordan - Hart            | 13     | Caixa canvi              | 14              |       |
| Ret | 6  | Riccardo Patrese     | Benetton - Ford          | 3      | Suspensions              | 6               |       |
| Ret | 7  | Michael Andretti     | McLaren - Ford           | 0      | Accident                 | 5               |       |
| Ret | 28 | Gerhard Berger       | Ferrari                  | 0      | Accident                 | 13              |       |
| Ret | 25 | Martin Brundle       | Ligier - Renault         | 0      | Accident                 | 16              |       |
| Ret | 24 | Fabrizio Barbazza    | Minardi - Ford           | 0      | Accident                 | 24              |       |

## Altres
- Pole: Alain Prost 1' 15. 866

- Volta ràpida: Michael Schumacher 1' 20. 024 (a la volta 61)